# Pedro Sola
Pedro José Sola Murillo (Veracruz, 28 de enero de 1947) es un presentador, locutor, Dj y economista mexicano, conocido principalmente por el programa de espectáculos Ventaneando, emitido en TV Azteca, donde es uno de los dos principales presentadores del programa junto a Pati Chapoy.
Su permanencia en el programa Ventaneando lo ha dado a conocer durante más de veintinueve años, donde ha compartido emisión con Pati Chapoy, Daniel Bisogno, Mónica Garza, Atala Sarmiento, entre otros.

## Biografía y carrera
Pedro José Sola Murillo nació el 28 de enero de 1947. Hijo de Pedro Julián Marcelino Sola Ruiz —que migró a México en 1944— y Eva Murillo, ama de casa, nacida en México. 
Estudió la carrera de economía en la Facultad de Economía de la Universidad Nacional Autónoma de México, del año 1965 a 1969. A partir de ese mismo año empieza a trabajar en la Secretaría de Hacienda como funcionario público. Tiempo después participó en el Fideicomiso Empresas de Solidaridad, propiedad de la Secretaría de Desarrollo Social.
Apareció por primera vez en televisión en el programa La hora marcada, producido por Carmen Armendáriz, para Televisa (1990).
En 1996 comienza su carrera artística participando en diversos programas de televisión: Ventaneando junto a Pati Chapoy, Martha Figueroa y Juan José Origel —que tiempo después, abandonó el programa—; producido por Carmen Armendáriz, el matutino Tempranito (2001) junto a los presentadores Ingrid Coronado, Anette Michel y Daniel Bisogno; así como apariciones en Con sello de mujer, participó en el programa Bailando por un millón (2005), formando parte del equipo de jueces de ¿Quién tiene estrella? (2007), un programa similar a Got Talent, a lado de la actriz Andrea Noli y el maestro de actuación Raúl Quintanilla; colaborador en el programa de revista femenina Ellas arriba (2014); y tras trabajar de Dj (2017), incursiona en el doblaje en la secuela Hotel Transylvania 3 Monstruos de vacaciones (2018) como la voz de Abraham van Helsing.
En 2020 aparece en la serie de Netflix, La casa de las flores, en la tercera temporada.

## Otros proyectos

### Apariciones en TV
- La hora marcada (1990) ... 3 episodios, varios personajes[13]
- La casa de las flores (2020)[14]

### Televisión
- Ventaneando (1996-actualidad) ... Presentador